# Бойково (Ленинградская область)
Бойково (до 1948 — Сюкияля, фин. Sykiälä) — посёлок в Полянском сельском поселении Выборгского района Ленинградской области.

## Название
Финское название Сюкияля образовано от родового имени Сюкие или Сюкияйнен.
17 января 1948 года согласно постановлению 2-й сессии Мустамякского сельсовета деревне Сюкияля было выбрано новое наименование — Ягорба. Но в июле 1948 года комиссия по переименованию присвоила деревне другое название — Бойково с обоснованием: «в память гвардейца Бойкова А. Ф., похороненного в деревне Сюкияля».
Переименование было закреплено указом Президиума ВС РСФСР от 13 января 1949 года.

## История
Впервые упоминается в шведских налоговых списках 1543 года. 
В 1623 году в деревне насчитывалось 6 крестьянских хозяйств.  
К началу XX века, помимо центральной деревни, Сюкияля включала в себя также территории пристанционного посёлка Мустамяки, деревень Корвентака и Сахакюля. Центральная деревня состояла из нескольких частей: Эскопяа (Край Эско), Хепокорпи (Конный лес), Хиеккойахо (Песочная поляна), Хонккой (Сосняк), Кюляпяа (Окраина) и Рииккилей.
Основными занятиями местных крестьян были земледелие и животноводство. Картофель выращивали, в основном, на продажу, возделывали сахарную свеклу, занимались лесным хозяйством.

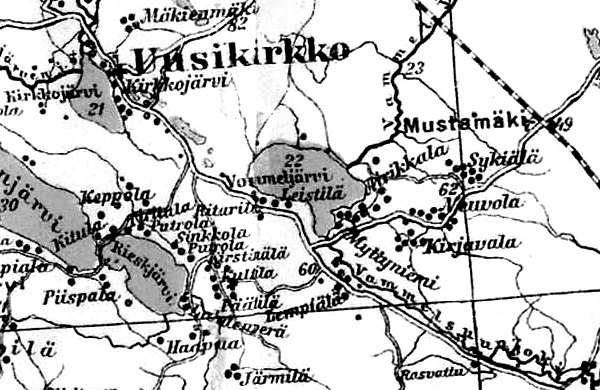
Деревня Сюкияля на финской карте 1923 года

До 1939 года деревня Сюкияля входила в состав волости Уусикиркко Выборгской губернии Финляндской республики. Деревня насчитывала более 60 крестьянских дворов.
С 1 января 1940 года по 30 сентября 1948 года — в составе Мустамякского сельсовета Каннельярвского (Райволовского) района. В деревне был организован колхоз «им. Сталина».
С 1 июля 1941 года по 31 мая 1944 года — финская оккупация. 
С 1 октября 1948 года — в составе Горьковского сельсовета Рощинского района.
С 1 января 1949 года деревня учитывается административными данными как деревня Бойково. В процессе укрупнения она была объединена с соседней деревней Айриккала. 
В 1950 году колхоз «им. Сталина» влился в колхоз «Память Ильича», который в 1960 году был преобразован в Горьковское отделение совхоза «Поляны».
В 1958 году население деревни составляло 157 человек.
С 1 января 1961 года — в составе Полянского сельсовета.
С 1 февраля 1963 года — в составе Выборгского района.
Согласно данным 1966, 1973 и 1990 годов посёлок Бойково входил в состав Полянского сельсовета.
В 1997 году в посёлке Бойково Полянской волости проживали 30 человек, в 2002 году — 22 человека (русские — 95 %).
В 2007 году в посёлке Бойково Полянского СП проживали 14 человек, в 2010 году — 21 человек.

## География
Посёлок расположен в южной части района на автодороге 41К-093 (Белокаменка — Лебяжье).
Расстояние до административного центра поселения — 15 км.
Расстояние до ближайшей железнодорожной платформы Горьковское — 3 км. 
К западу от посёлка протекает ручей Птичий.

## Демография
| 2007 | 2010 | 2017 | 2021 |
| ---- | ---- | ---- | ---- |
| 14   | ↗21  | ↗27  | ↗97  |

## Улицы
Вишнёвая, Горьковская, Лесная, Озёрная, Подгорная, Полевая, Придорожная, Солнечная, Хуторская, Цветочная, Яблоневая, Ягорбская.